# 堀江貴文イノベーション大学校
堀江貴文イノベーション大学校（ほりえたかふみイノベーションだいがっこう）は、堀江貴文が主宰のオンラインサロン。文部科学省の認可を受けた大学ではない。

## 概要
好きなことだけで生きていくと言うことを体現することを目的として設立されたオンラインサロン。2019年時点で約1300人の会員が所属しており、その規模は全国最大級。堀江は、自らプロジェクトを起こしたり、運営する側として能動的に参加することを求める。
ゼロ高等学院は、堀江貴文イノベーション大学校のサポートのもと設立された。
小麦の奴隷は、堀江貴文イノベーション大学校で堀江貴文の声から始められた。
バスケットボール3×3のチームゼロケッツは、堀江貴文イノベーション大学校の有志によって運営されている。
野球チーム福岡北九州フェニックスは堀江貴文イノベーション大学校から生まれた。

## 主なメンバー
- 森田正康[6]
- 佐渡島庸平[6]
- 箕輪厚介[6]
- 園山真希絵[6]
- 木下斉[6]
- 児玉健[6]
- 菅本裕子[6]